# Saint-Pierre-de-Bressieux
Saint-Pierre-de-Bressieux é uma comuna francesa na região administrativa de Auvérnia-Ródano-Alpes, no departamento de Isère. Estende-se por uma área de 23,08 km², com  (Saint-Pierrois) 627 habitantes, segundo os censos de 1999, com uma densidade de 27 hab/km².